# Epidendrum bambusiforme
Epidendrum bambusiforme (Epidendrum hình tre) là một loài lan trong chi Epidendrum.

## Hình ảnh

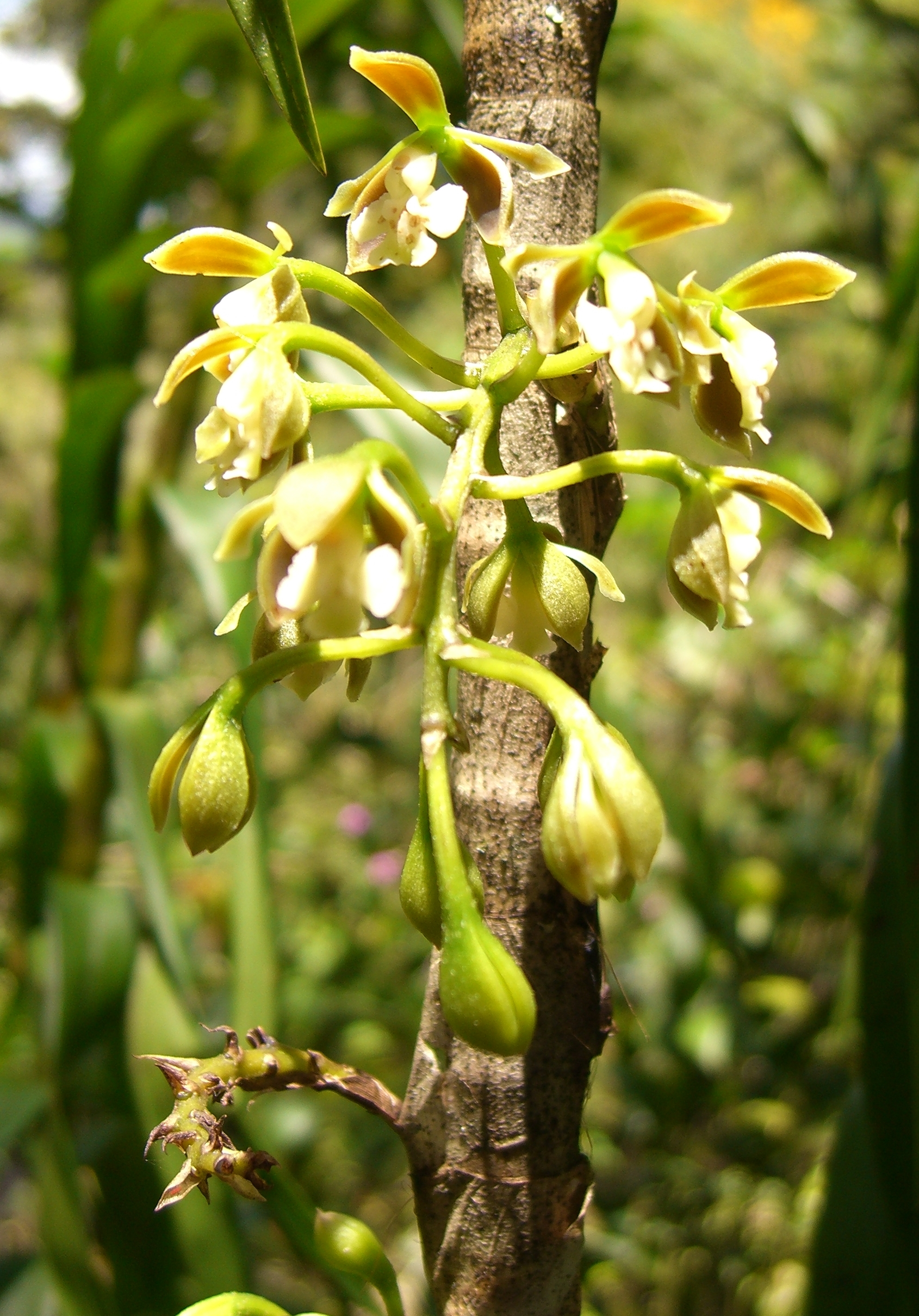